# Karl Nindl
Karl Nindl (* 23. November 1943 in Bramberg am Wildkogel; † 27. Jänner 2010 ebenda) war ein österreichischer Politiker (ÖVP) und Landesbeamter der Bezirkshauptmannschaft Zell am See. Nindl war Bürgermeister der Gemeinde Bramberg am Wildkogel und von 1974 bis 1979 Abgeordneter zum Salzburger Landtag. 

## Ausbildung und Beruf
Karl Nindl begann seine schulische Laufbahn zwischen den Jahren 1950 und 1954 an der Volksschule seiner Heimatgemeinde Bramberg am Wildkogel und wechselte danach für den Besuch der Hauptschule zwischen 1954 und 1958 an die Hauptschule der Nachbargemeinde Mittersill. In der Folge absolvierte Karl Nindl zwischen 1958 und 1960 die Handelsschule in der Bezirkshauptstadt Zell am See, danach war er bis 1962 als Büroangestellter bei der Firma Blizzard in Mittersill beschäftigt. Er wechselte danach in den Dienst der Gemeinde Bramberg am Wildkogel und arbeitete dort zwischen 1962 und 1968 als Vertragsbediensteter der Gemeinde. Er legte 1963 die Verwaltungsdienstprüfung ab und absolvierte 1966 zudem die Prüfung zum Standesbeamten. Danach arbeitete er in den Jahren 1968 bis 1970 als Bundesbediensteter am Bezirksgericht Mittersill, danach war er zwischen 1971 und 1973 als Buchhalter in einer privaten Firma in der Gemeinde Bramberg am Wildkogel beschäftigt. Nindl war zwischen 1977 und 1998 erneut Landesbediensteter, wobei er für die Bezirkshauptmannschaft Zell am See arbeitete.

## Politik
Karl Nindl fungierte zwischen 1972 und 2003 als Bürgermeister von Bramberg am Wildkogel und war zwischen 1974 und 1977 als Bezirksobmann des Österreichischen Arbeitnehmerinnen- und Arbeitnehmerbundes (ÖAAB) im Pinzgau aktiv. Des Weiteren war er von 1972 bis 1993 Ortsobmann des ÖAAB in Bramberg am Wildkogel und von 1977 bis 1980 ÖVP-Ortsparteiobmann. Zudem fungierte er zwischen 1971 und 1995 als Obmann des Seniorenbundes von Bramberg am Wildkogel und stand dem Sportclub Mühlbach im Pinzgau zwischen 1969 und 1990 als Obmann vor. Nindl vertrat die ÖVP zwischen dem 29. Mai 1974 und dem 15. Mai 1979 im Salzburger Landtag.

## Auszeichnungen
- Goldenes Ehrenzeichen für Verdienste um die Republik Österreich (1988)
- Goldenes Verdienstzeichen des Landes Salzburg (1993)
- Ehrenbürger von Bramberg am Wildkogel (2003)